# Лью (коммуна)
Лью (фр. Lioux, окс. Lieus) — коммуна во французском департаменте Воклюз региона Прованс — Альпы — Лазурный Берег. Относится к кантону Горд.

## Географическое положение

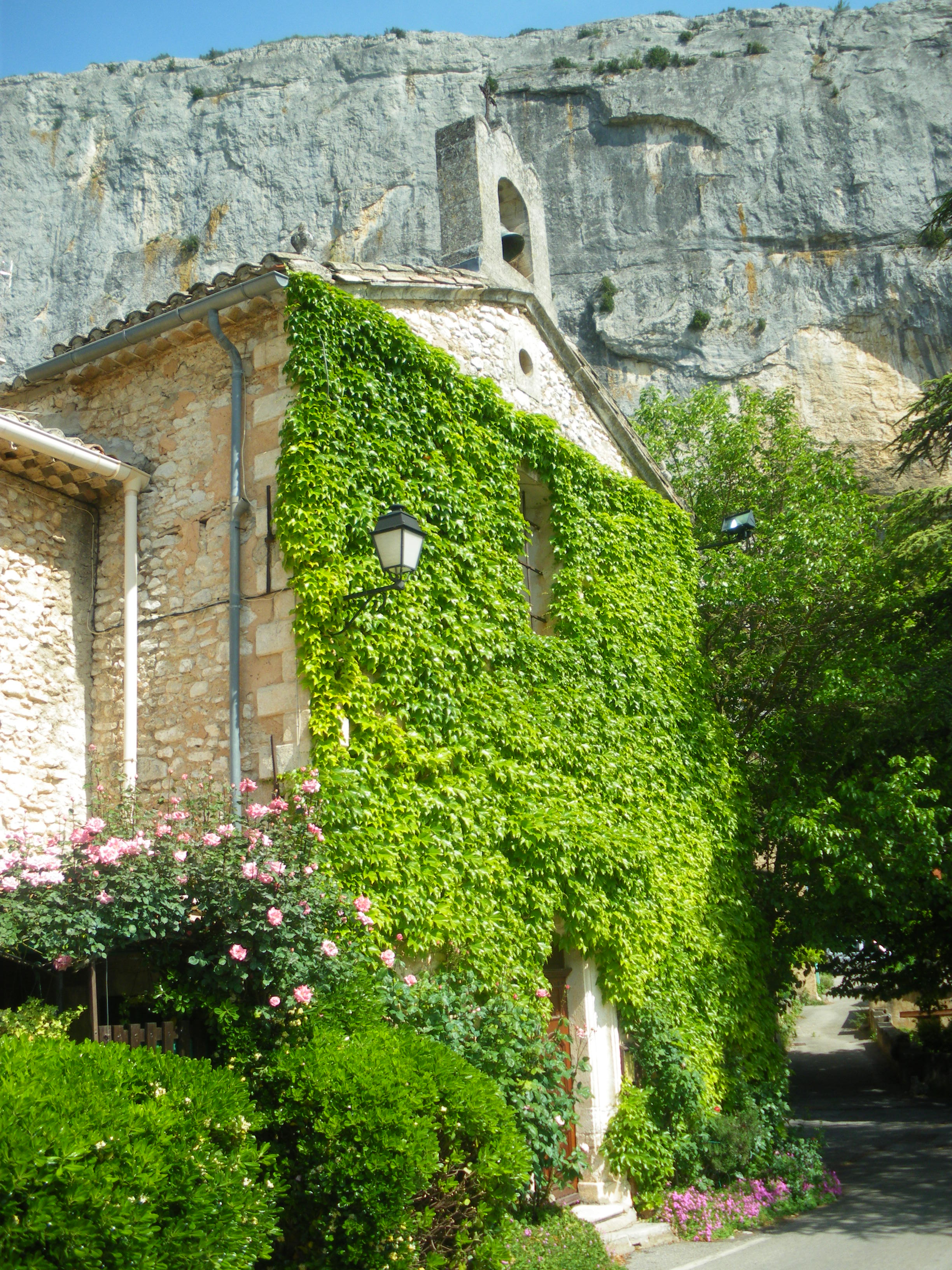
Церковь Сен-Ромен в Лью

Лью расположен в км к юго-востоку от Авиньона. Соседние коммуны: Сен-Сатюрнен-лез-Апт на востоке, Русийон на юге, Жукас на юго-западе, Мюр на западе.
Находится на южном склоне гор Воклюза на границе Регионального природного парка Люберон.

## Демография
Население коммуны на 2010 год составляло 252 человека.
| 1962 | 1968 | 1975 | 1982 | 1990 | 1999 | 2010 |
| ---- | ---- | ---- | ---- | ---- | ---- | ---- |
| 197  | 176  | 213  | 197  | 324  | 249  | 252  |

## Достопримечательности
- Церковь Сен-Ромен в романском стиле.
- Развалины замка Безор, XIV и XVI века.
- Замок с круглыми башнями, XVIII век.
- Замок де Жавон, эпохи Возрождения.
- Замок Сен-Ламбер с часовней.
- Развалины замка дю Кастеллас, XVI век.
- Башни бывших ветряных мельниц.